# Zala 421-24
Zala 421-24 – rosyjski dron rozpoznawczy w układzie quadrokoptera, przeznaczony do rozpoznania na poziomie taktycznym oraz obserwacji w dzień i w nocy, opracowany przez firmę Zala Aero Group. 

## Historia
Prace projektowe zakończono na początku 2021 roku, a w kwietniu gotowy dron został po raz pierwszy pokazany publiczności. Latem został zaprezentowany w ramach wystawy MAKS-2021 i Armia-2021. Produkcja seryjna została podjęta w tym samym roku i maszyny trafiły na wyposażenie armii rosyjskiej. Egzemplarze seryjne zostały zaprezentowane podczas wystawy Armia-2022.

## Wykorzystanie bojowe
Dron został użyty przez jednostki rosyjskie podczas agresji na Ukrainę w 2022 r. Zaprezentowane materiały wideo pokazują udział dronów Zala 421-24 w naprowadzaniu amunicji krążącej Zala Łancet-3 na cel i filmowania efektów ich ataków. 